# Сновська сільська рада
Сно́вська сільська́ ра́да — адміністративно-територіальна одиниця та орган місцевого самоврядування у Сновському районі Чернігівської області. Адміністративний центр — село Сновське.

## Загальні відомості
Сновська сільська рада утворена в 1918 році.
- Територія ради: 56,855 км²
- Населення ради: 986 осіб (станом на 2001 рік)

## Населені пункти
Сільській раді підпорядковані населені пункти:
- с. Сновське
- с. Єнькова Рудня
- с. Михайлівка

## Склад ради
Рада складається з 15 депутатів та голови.
- Голова ради: Клименко Василь Олександрович
- Секретар ради: Ніколаєнко Ганна Аркадіївна

### Керівний склад попередніх скликань
| ПІБ                           | Основні відомості                                                 | Дата обрання | Дата звільнення |
| ----------------------------- | ----------------------------------------------------------------- | ------------ | --------------- |
| Клименко Василь Олександрович | Сільський голова, 1963 року народження, освіта вища, безпартійний | 26.03.2006   | 31.10.2010      |
| Клименко Василь Олександрович | Сільський голова, 1963 року народження, освіта вища, безпартійний | 31.10.2010   |                 |

Примітка: таблиця складена за даними джерела

### Депутати
За результатами місцевих виборів 2010 року депутатами ради стали:

#### За суб'єктами висування
| Суб'єкт висування            | Кількість обраних депутатів | %    |
| ---------------------------- | --------------------------- | ---- |
| Партія регіонів              | 5                           | 33,3 |
| Самовисування                | 4                           | 26,7 |
| Комуністична партія України  | 3                           | 20   |
| Народна партія               | 2                           | 13,3 |
| Соціалістична партія України | 1                           | 6,7  |

#### За округами
| № округу                     | Прізвище, ім'я, по батькові      | Дата визнання обраним | Освіта  | Партійна приналежність             | Відомості про обраного депутата                       |
| ---------------------------- | -------------------------------- | --------------------- | ------- | ---------------------------------- | ----------------------------------------------------- |
| Комуністична партія України  |                                  |                       |         |                                    |                                                       |
| 11                           | Ніколаєнко Ганна Аркадіївна      | 05.11.2010            | вища    | позапартійна                       | Сновська сільська рада, секретар                      |
| 12                           | Василісіна Олена Анатоліївна     | 05.11.2010            | середня | член Комуністичної партії України  | фельдшерсько-акушерський пункт с. Є.Рудня, фельдшер   |
| 15                           | Антонова Наталія Анатоліївна     | 05.11.2010            | середня | позапартійна                       | ЦРЛ, медсестра                                        |
| Народна Партія               |                                  |                       |         |                                    |                                                       |
| 1                            | Халепа Микола Іванович           | 05.11.2010            | вища    | член Народної партії               | Райагролісгосп, лісник                                |
| 14                           | Павленко Валентина Миколаївна    | 05.11.2010            | середня | позапартійна                       | магазин, завідувачка                                  |
| Партія регіонів              |                                  |                       |         |                                    |                                                       |
| 4                            | Ющенко Володимир Миколайович     | 05.11.2010            | середня | позапартійний                      | ПСП"Чепелівське", водій                               |
| 5                            | Павленко Віктор Володимирович    | 05.11.2010            | вища    | позапартійний                      | ДОСАГР, майстер                                       |
| 6                            | Кубар Тамара Володимирівна       | 05.11.2010            | середня | позапартійна                       | загальноосвітня школа, техпрацівниця                  |
| 8                            | Гайдук Леонід Михайлович         | 05.11.2010            | середня | член Партії регіонів               | ПСП"Чепелівське", водій                               |
| 9                            | Ніколаєнко Олена Сергіївна       | 05.11.2010            | середня | позапартійна                       | тимчасово не працює                                   |
| Соціалістична партія України |                                  |                       |         |                                    |                                                       |
| 2                            | Нескоромних Володимир Вікторович | 05.11.2010            | вища    | член Соціалістичної партії України | пенсіонер                                             |
| Самовисування                |                                  |                       |         |                                    |                                                       |
| 3                            | Васько Ігор Григорович           | 05.11.2010            | середня | позапартійний                      | ПСП"Чепелівське", водій                               |
| 7                            | Костюченко Валентина Михайлівна  | 27.12.2010            | вища    | позапартійна                       | Сновський фельдшерсько-акушерський пункт, завідувачка |
| 10                           | Ісаченко Ніна Олександрівна      | 05.11.2010            | вища    | позапартійна                       | бібліотека, бібліотекар                               |
| 13                           | Карпенюк Тетяна Володимирівна    | 05.11.2010            | середня | позапартійна                       | відділення зв'язку, завідувачка                       |